# Brayan Peña
Pour les articles homonymes, voir Peña (homonymie).
Brayan Eduardo Peña (né le 7 janvier 1982 à La Havane, Cuba) est un receveur des Cardinals de Saint-Louis de la Ligue majeure de baseball.

## Carrière

### Braves d'Atlanta
Ayant joué pour l'équipe nationale cubaine chez les jeunes et les juniors, Brayan Peña est recruté comme agent libre amateur par les Braves d'Atlanta le 2 novembre 2002. En quatre années où il fait l'aller-retour entre les ligues mineures et Atlanta, il ne dispute qu'un total de 71 matchs pour les Braves. 
Peña réussit à son premier match dans les majeures, le 23 mai 2005 face aux Mets de New York, son premier coup sûr au plus haut niveau, contre le lanceur Kazuhisa Ishii.
Un an plus tard, le 28 mai 2006, il frappe son premier coup de circuit dans les majeures, aux dépens du lanceur Roberto Novoa des Cubs de Chicago.

### Royals de Kansas City
Il passe chez les Royals de Kansas City le 29 mai 2008 lorsque ce club le réclame au ballottage, mais n'apparaît en Ligue majeure sous les couleurs des Royals qu'en 2009.
Il est avec John Buck l'un des substituts à Miguel Olivo en 2009 à la position de receveur chez les Royals. Il frappe pour ,278 de moyenne au bâton avec un sommet personnel de six coups de circuit et 18 points produits. Il ne joue que 30 matchs comme receveur mais apparaît au total dans 64 parties de son équipe.
Substitut à Jason Kendall en 2010, Peña atteint un nouveau sommet personnel de 19 points produits en 60 matchs joués.
Avec 69 parties jouées comme receveur en 2011, il partage le travail derrière le marbre avec Matt Treanor (65 matchs). Pour la troisième saison de suite, il bat son record personnel de points produits, cette fois avec 24. Il claque 3 circuits.
Il dispute 68 parties à sa quatrième saison avec les Royals en 2012, frappant pour ,236 avec deux circuits et 25 points produits.

### Tigers de Détroit
Devenu agent libre après la saison 2012, Peña signe le 10 décembre un contrat d'un an avec les Tigers de Détroit, qui l'engagent pour être substitut à Alex Avila.
En 2013, il partage le travail derrière le marbre avec Alex Avila et dispute 71 parties. Il maintient une moyenne au bâton de ,297 avec 4 circuits et 22 points produits et réussit 68 coups sûrs, son plus haut total en une saison. Il joue pour la première fois en séries éliminatoires, obtenant un coup sûr et un point produit en trois présences au bâton dans un match de la Série de championnat de la Ligue américaine contre les Red Sox de Boston.

### Reds de Cincinnati
Le 12 novembre 2013, Peña signe un contrat de deux saisons avec les Reds de Cincinnati.

### Cardinals de Saint-Louis
Le 30 novembre 2015, Brayan Peña signe un contrat de 5 millions de dollars pour deux saisons avec les Cardinals de Saint-Louis.